# Hásteinsvöllur
Le Hásteinsvöllur est un stade à multi-usages basé dans les îles Vestmann, en Islande. Il est principalement utilisé pour les rencontres de football.
C'est le club d'ÍBV Vestmannaeyjar, qui y dispute ses rencontres à domicile lors du championnat de football islandais.

Sa capacité est de 3 540 places.